# Is Anybody There?
Is Anybody There? (Brasil: Tem Alguém Aí? / Portugal: Está Aí Alguém?) é um filme do gênero drama de 2008 do Reino Unido, escrito por Peter Harness e dirigido por John Crowley.

## Sinopse
Em 1987, Edward (Bill Milner) é um menino de dez anos de idade que vive em uma casa de idosos por causa de seus pais (David Morrissey e Anne-Marie Duff). Cercado por morte, ele torna-se obcecado em encontrar evidências de vida após a morte, muitas vezes utilizando um gravador para capturar seus "encontros". Ele é ajudado em sua busca por Clarence (Michael Caine), um idoso ex-mágico nos estágios iniciais da demência, que recentemente entrou na casa. O filme segue a sua missão e sua amizade, que em última análise permite tanto Edward e Clarence para entrar em acordo com as respectivas situações.

## Elenco
- Michael Caine
- Bill Milner
- Anne-Marie Duff
- Elizabeth Spriggs
- Leslie Phillips
- Rosemary Harris

## Recepção da crítica
Is Anybody There? teve recepção mista por parte da crítica especializada. Com base em 19 avaliações profissionais, alcançou uma pontuação de 54% no Metacritic.
Em avaliações mistas, do Washington Post, Philip Kennicott disse: "Caine é magnífico, e que no filme vale a pena, é olhar só para sua contribuição. Mas Milner é um ator promissor também, e o emparelhamento de jovens e velhos é crível e ocasionalmente, muito comovente".
Do Jornal New York Times, Stephen Holden: "O que equilibra o filme é o retrato excepcional da velhice do Sr. Caine com o acúmulo de experiência de toda uma vida. Em sua performance a criança, o jovem e o desonesto excêntrico esquecido de todos vivem de uma só vez".
NPR, Bob Mondello: "Tudo isso é ao mesmo tempo previsível e implausível - um dos dois rumos de uma história tão tramada e superpovoada que até o momento é a liquidação, a questão não é tanto "Is Anybody There?" mas sim, "Por que diabos estão tantos corpos aqui?".